# Matías Vega Rojas
Matías Nicolás Vega Rojas (Santiago, 8 de julio de 1984) es un actor, locutor y comunicador audiovisual chileno. Ganador de un premio TV Grama y dos Gold Tie por mejor animador y locutor.

## Biografía

### Vida temprana y estudios
Vega nació en Santiago de Chile como el menor de sus 2 hermanos y vivió toda su infancia en la comuna de Maipú; la mayor parte de la enseñanza básica la cursó en la escuela Luis Enrique Izquierdo. A partir de séptimo año estudió en el colegio Hispano Americano, desde donde egresó de cuarto medio.
Una vez terminado el período escolar entró a estudiar Comunicación Audiovisual con mención en cine a la Universidad de Artes, Ciencias y Comunicación, carrera de la cual se tituló en 2009.
En su tesis trabajó como productor ejecutivo de la película Marcelo, la mafia y la estafa, largometraje protagonizado por Ariel Levy que ganó el premio del público en el Festival de Cine B, en septiembre de 2011 y el premio de mejor montaje del Festival de Cine de Quilpué.
Al día de hoy, se desempeña como panelista el el programa “Hay que decirlo!” 

## Carrera
A los 3 años, mientras canjeaba una entrada del Club Kellogs en el Apumanque, Claudia Palma, dueña de una agencia de publicidad lo invitó a hacer comerciales, trabajo que mantuvo hasta que cumplió 10 años y durante el cual hizo más de 200 avisos audiovisuales y frases radiales, que se exhibieron en casi 10 países, entre ellos, Estados Unidos, Venezuela, Colombia, Ecuador, Perú, Rusia, Corea y Argentina.[cita requerida]
Fue en 1995 cuando dio su primer paso a la fama, luego de asistir a un casting del canal de televisión La Red, donde fue seleccionado como jurado del programa Revolviéndola, donde comenzó a aparecer en pantalla una vez a la semana, en el Día de los niños donde conoció a Hugo Urrutia, que sería un pilar fundamental en su carrera televisiva.[cita requerida]
Al poco tiempo y gracias al éxito que tuvo su participación en ese espacio, pasó a ser parte del cuerpo de baile del programa Club de amigos de La Red' que fue animado por las connotadas Savka Pollak y Titi García Huidobro. Ahí doblaba los temas de moda y participaba en la realización de sketches. Además hacía notas periodísticas sobre películas y videojuegos.Posteriormente, y con 11 años, junto a Paloma Aliaga, empezó a conducir el programa Biografías que contaba la historia de diversos grupos musicales.
También estuvo a cargo de la continuidad de Japan Red, espacio dedicado al anime japonés, muy popular en aquella época. Esta fue la primera vez que animó, absolutamente solo, un programa en vivo, leyendo las cartas y fax que enviaban sus seguidores.
Al igual que gran parte de los rostros televisivos, Vega no estuvo exento de participar en teleseries, su debut fue a los 12 años en la telenovela de Mega, A todo dar, dirigida por Herval Abreu. Ahí interpretó a Diego Balboa, que pololeaba con el personaje encarnado por la actriz Antonella Orsini y era hijo de una pareja protagonizada por los actores Alex Zisis y Carolina Arregui. El buen índice de audiencia que tuvo esta teleserie encabezada por María José Prieto permitió que durara un año en pantalla. A los 13 años grabó Algo está cambiando protagonizada por Renato Münster y la fallecida actriz chilena Carolina Fadic. Aquí interpretó a Cristóbal Echeverría, hijo de la pareja encarnada por Rodrigo Bastidas y Paula Sharim. Cabe destacar, que las sitcom tampoco le son ajenas, gracias a su participación en Madre hay una sola de Mega protagonizada por Raúl Alcaino, quien hizo el papel de la abuela de Vega, quien era su nieto nerd llamado Carlitos.
En 1999, participó en la obertura del Festival de Viña de ese año, que en esa época era trasmitido por Mega. Esto gracias a su participación en la Academia de Baile de Hugo Urrutia, con la cual realizó varias presentaciones en el Teatro Cariola.[cita requerida]
En Televisión Nacional de Chile partió animando la sección musical del programa Estación Buena Onda llamada Wurlitzer, en la cual presentaban temas de las bandas más populares en ese momento como Super Nova y Stereo 3, y terminó animando en vivo este espacio que se transmitía sábados y domingos. También participó en las comedias musicales que daban en el programa  donde llevó a cabo obras como El Rey León, Mulán, Cats y Aladino, entre otras. Además actuaba en los sketch del programa junto a Paula Grell y Felipe Puntarelli.
En 2001, estuvo en Música libre de Canal 13, donde animó junto a Millaray Viera. Este programa contaba en su elenco con Maura Rivera, Icha (María Isabel Sobarzo) y Carolina Arredondo, entre otras destacadas bailarinas.
Formó parte de 10 capítulos de un curso de internet impartido por Teleduc, programa conducido por Karla Constant y producido por Nueva Imagen, donde representaba al hijo de la familia que protagonizaba la historia.
Un casting de Discovery Kids, lo transformó en un ciber reportero del programa Ciber Kids, para el cual grababa notas con temática tecnológica que presentaba en México, donde se transmitía este espacio. En esta estación televisiva también tuvo la oportunidad de animar solo el programa El Reencuentro, un docureality del Jamboree y ser protagonista de la serie Vigías del sur, a donde llegó a través de un casting de la productora Nuevo Espacio, lo seleccionó para el programa Vigías del Sur, producido por TVN y Discovery Kids emitido durante 2000. La serie, de corte medioambientalista contó con la participación de reconocidos actores chilenos como Blanca Lewin, Pablo Macaya y Claudia Burr. Este espacio ganó premios del Ministerio de Educación y Cultura y participó en el Festival Iberoamericano de Televisión Infantil Prix Jeunesse, por lo que incluso fue doblado al portugués, ya que se transmitía en todo Latinoamérica. Vega era protagonista de la serie junto a Carolina Arredondo y Felipe Álvarez. Su participación en este espacio le permitió conocer los lugares más turísticos de Chile.
Vega condujo durante 2 años junto a Jessica Abudinen, El Club de los Tigritos de Chilevisión; en este canal donde también estuvo a cargo 3 años de la conducción de Invasión, junto a Isabel Fernández, un espacio de animación japonesa y contenidos enfocados a jóvenes, donde no solo animaba, sino que también editaba, producía y grababa notas periodísticas e historias cortas.
También tuvo un paso por el cine, cuando en 2008 interpretó al exministro secretario general de la Presidencia, Osvaldo Puccio, en la película de Miguel Littin, Dawson. Isla 10.
También ha participado en Teatro en Chilevisión donde ha aparecido en más de 10 capítulos distintos, el primero en 2006 y el último en 2014.
También participó una vez en la mini serie Directo al Corazón transmitida por el matinal Bienvenidos de Canal 13, donde interpretó a Erik junto a la Miss Chile 2012, Camila Recabarren. Durante 2012 apareció en un capítulo de Infieles en CHV y El diario secreto de una profesional de TVN.
Para 2015, participa en Invasores, un programa de LivTV que reunió a Isabel Fernández y Matías Vega. Era un programa de cultura pop, tecnología, cine y animación, similar al espacio de Invasión de Chilevisión.
En 2016  animador del programa De aquí no sale en UCV Televisión.
En 2017 participa en la Obra En patines con la Compañía de Teatro Los Pensantes, compartiendo escena con el actor Julio César Serrano.
Además en 2017 es notero del matinal Bienvenidos de Canal 13.
En 2018 es elegido Rey del Festival de Viña del Mar, por amplia mayoría por los periodistas acreditados, representando a Canal 13.
Además en el 2018 vuelve a Radio Carolina con Kombi nights y Kombi tour.
2021 Suma un nuevo desafío con su participación en el nuevo estelar de Canal 13 Aquí se Baila
2022 Llega como nuevo rostro de Radio Activa con el programa «subimos al carro», en compañía de la actriz Carolina Paulsen. 
Además hasta el día de hoy anima fiestas y eventos junto a Dj Emilio.[actualizar] En 2012 fue candidato a Mister Teletón 2012.

## Radio
Su carrera como locutor radial partió conduciendo con Marisela Santibáñez El Tocadisco en Radio Carolina y Capeando la tarde, nombre inventado por él, porque lo hacía después de clases.[cita requerida] Y si bien, dejó un tiempo la radio, posteriormente volvió a esta misma estación a conducir La Rebelión, El Chapuzón, Mati Trepa por Chile y El Bajón del Hambre.
Hasta febrero de 2013, en el mismo dial, animó el clásico matinal Caído del Catre con Oscar Délano (negrooscar)  y luego con MC Rama (Raúl Muñoz).

## Música
Ha grabado tres discos. El primero del programa Estación Buena Onda, luego Don Nadie con Ariel Levy, banda con la que incluso teloneó al grupo Panic at the Disco y Ahora como bajista de los especialistas en cuecas y cumbias, Akiles Baeza, que fue co fundado por él.

## Filmografía

### Programas
| Año       | Programa         | Rol                                           |
| --------- | ---------------- | --------------------------------------------- |
| 2013      | Trepadores       | Participante; ganador                         |
| 2023–2024 | Tierra brava     | Encargado de actividades de entretención      |
| 2024      | ¿Ganar o servir? | Encargado de actividades de entretención      |
| 2024–2025 | Palabra de honor | Encargado de dar las instrucciones y de guiar |
| 2025      | Mundos Opuestos  | Encargado de actividades de entretención      |

### Ficciones
| Año       | Serie                                        | Personaje            |
| --------- | -------------------------------------------- | -------------------- |
| 1998      | A todo dar                                   | Diego Balboa         |
| 1998      | Madre hay una sola                           | Nieto                |
| 1999      | Algo está cambiando                          | Cristóbal Echeverría |
| 2000      | Vigías del sur                               | Camilo               |
| 2006-2014 | Teatro en Chilevisión                        | Varios personajes    |
| 2011      | 12 días - Cap. "La rebelión de los pingüinos | Pancho               |
| 2012      | Infieles                                     | Felipe               |
| 2012      | El diario secreto de una profesional         | Vicente              |
| 2015      | Lo que callamos las mujeres                  | Ricardo              |
| 2023      | Casado con hijos                             | Luismi               |

### Cine
| Año  | Título          | Personaje               | Notas    |
| ---- | --------------- | ----------------------- | -------- |
| 2009 | Dawson. Isla 10 | Osvaldo Puccio Huidobro | Película |

## Teatro
| Año    | Obra       | Personaje | Notas                            |
| ------ | ---------- | --------- | -------------------------------- |
| 2017 - | En Patines | Vicho     | Compañía de Teatro Los Pensantes |